# Ceboruco
Der Ceboruco ist ein beim Ort Jala im mexikanischen Bundesstaat Nayarit gelegener, ca. 2280 m hoher andesitisch-dazitischer Stratovulkan der Sierra Volcánica Transversal. Die Eruption des Jahres 1005 gehört mit 10,7 Kubikkilometer Tephra zu den 50 größten Ausbrüchen des Holozäns; die letzte Eruption fand in den Jahren 1870 bis 1875 statt.

## Etymologie
Der Ceboruco hieß auf Nahuatl ursprünglich Tonan mit der Bedeutung „ein Licht hell wie die Sonne“. Das spanische Wort ceboruco bezeichnet allgemein ein schwierig zu durchquerendes Gelände wie beispielsweise Aa-Ströme und findet sich beispielsweise auf den Kanarischen Inseln. Es hat dieselbe Bedeutung wie vericueto – „rauhes Gelände mit nur schwer passierbaren Hindernissen“.

## Beschreibung
Der Ceboruco besitzt ein Volumen von ca. 51 Kubikkilometern und besteht in seinem Gipfelbereich aus einer großen Caldera mit 3,7 km Durchmesser, die während des Jala im Jahr 1005 entstand. In ihr bildete sich anschließend der „Dos-Equis-Lavadom“, der seinerseits dann während der „Copales-Eruption“ einstürzte und eine Caldera mit 1,5 km Durchmesser hinterließ. Innerhalb dieser beiden Krater befinden sich mehrere explosive Vulkanbauten wie beispielsweise Lavadome, Pyroklastikdome und Aschenkegel assoziiert mit Scoriaablagerungen.
Der Stratovulkan förderte in seinem Präcaldera-Stadium 38 Kubikkilometer Gestein, zu 90 % Andesite und 10 % Dazite. Der explosive Jala-Ausbruch war dazitischer Natur, sein ausgestossenes Volumen betrug 3 bis 4 Kubikkilometer. Das Postcaldera-Stadium zählt insgesamt 9 Eruptionen mit einem Volumen von 9,5 Kubikkilometer, wobei 5,15 Kubikkilometer auf Andesite und 4,35 Kubikkilometer auf Dazite entfallen.

## Geologie
Der nordwestlich von Guadalajara gelegene Ceboruco gehört zum Ceboruco-San-Pedro-Vulkanfeld in Nayarit und liegt im Westteil der Sierra Volcánica Transversal. Er ist nach dem Colima der zweitaktivste Vulkan im Vulkanbogen der Sierra Volcánica Transversal, die durch Subduktion der Riveraplatte und der Cocosplatte unter die Nordamerikanische Platte entstand. Die 9 Millionen Jahre alte Rivera-Mikroplatte subduziert mit einer durchschnittlichen Geschwindigkeit von 2,3 Zentimeter/Jahr unter einem recht steilen Abtauchwinkel von 50° nach Nordwosten und wird unterhalb des Ceboruco in einer Tiefe von 200 bis maximal 320 Kilometer vermutet. Die Mikroplatte ist wegen seiner Nähe zum Riverarücken, der nördlichen Fortsetzung des Ostpazifikrückens, im Westen jünger und wärmer und subduziert deswegen langsamer (1,9 ±0,3 Zentimeter/Jahr) als im Osten (3,8 ±0,4 Zentimeter/Jahr).
Die wesentlich ältere Cocosplatte (12 bis 18 Millionen Jahre) subduziert in nordnordöstlicher Richtung mit 3,8 Zentimeter/Jahr unter einem geringeren Einfallswinkel von 30° (an ihrem Westrand mit der Rivera-Platte). Ihr Einfallswinkel verflacht sich dann zusehends nach Osten und geht südöstlich unterhalb von Mexiko-Stadt ganz in die Horizontale über.
Das ca. 1600 km² bedeckende Ceboruco-San-Pedro-Vulkanfeld mit mehr als 70 Vulkanschloten liegt im Tepic-Zacoalco-Graben (genauer ein Halbgraben mit einer listrischen Randstörung auf seiner Nordwestseite), dem Nordwest streichenden Teilstück eines känozoischen Tripel-Grabensystems mit Zentrum in der Nähe von Guadalajara.  Der Tepic-Zacoalco-Graben wird volumenmäßig von fünf andesitisch-dazitischen Stratovulkanen (von je 60 Kubikkilometer) und zwei peralkalischen Rhyolithzentren (von je 40 Kubikkilometer) beherrscht (San Juan, Los Navajos, Sangangüey, Tepetiltic, Ceboruco, Tequila und Sierra la Primavera). Die Stratovulkane werden von zahlreichen monogenetischen Aschenkegeln mit Affinität zu ozeanischen Inselbasalten (OIB) begleitet, die sich entlang von Nordwest-Südost-streichenden Verwerfungen aufreihen. Allein der Ceboruco wird von 13 solcher monogenetischer Aschenkegel begleitet. Nennenswert sind ferner mehr als 20 andesitische und dazitische Lavadome westlich des Ceboruco, darunter ihr größter, der dazitische San-Pedro-Lavadom mit dem Stratovulkan des Tepetiltic als nördlichen Nachbarn.
Im Tripelpunkt ändert das Ceboruco-San-Pedro-Vulkanfeld seine Richtung nach Ost und bildet hier den Chapala-Graben. Das vom Tripelpunkt ausgehende, Nord-Süd-streichende Colima-Grabensegment enthält nur einen einzigen zentralen Vulkankomplex, den Colima-Nevado de Colima, dessen Volumen aber auf immerhin 450 Kubikkilometer geschätzt wird und daher die Vulkane des Tepic-Zocoalco-Grabens um nahezu eine Größenordnung übertrifft.
Das von den beiden Tripelgräben und dem Mittelamerikagraben umrahmte Krustensegment bildet den Jalisco-Block. Der Jalisco-Block wird von einem kreidezeitlichen, 100 bis 75 Millionen Jahre alten Granitbatholithen unterlagert, der größtenteils noch vor dem Pliozän herausgehoben wurde und dessen Aufwärtsbewegung wahrscheinlich selbst heute noch andauert. Nordöstlich des Tepic-Zacoalco-Grabens steht die Nordamerikanische Platte mit den Vulkaniten der Sierra Madre Occidental (SMO) an. Die Sierra Madre Occidental ist eine der umfangreichsten felsischen Magmenprovinzen der Erde und wird vorwiegend aus Ignimbriten aufgebaut. Diese Ignimbrite finden sich auch noch im Tepic-Zacoalco-Graben (wo sie über Kreidegesteinen lagern), fehlen aber dann im Jalisco-Block weiter südwestwärts.

## Entstehung und Ausbrüche
Das Vulkangebäude des Ceboruco sitzt tertiären Ignimbriten auf. Seine Initialphase war rein effusiver Natur – andesitische Lavaflüsse erbauten einen Schichtvulkan, der mit einem Volumen von 46 bis 48 Kubikkilometer zirka 2700 Meter Höhe erreicht haben dürfte. Der Beginn der vulkanischen Tätigkeiten wird von Ferrari und Kollegen (1997) auf 320.000 Jahre BP datiert, wobei diese Angabe mit einem sehr hohen Fehler von 200.000 Jahren behaftet ist. Die Andesite wurden dann von einem Gangsystem durchsetzt, das auf rund 45.000 ±8.000 Jahre BP datiert werden konnte. Die Initialphase des Vulkans ist somit jedenfalls älter als 45.000 Jahre. Der Vulkan trat dann in eine längere Ruhephase ein, belegt durch deutliche Erosionsrinnen an seinen Flanken. Gegen Ende dieser Ruhephase nahm der Vulkan seine Tätigkeit wieder auf und entließ aus einer aufgerissenen Spalte an der Nordflanke den „Destiladero-Lavafluss“.
Der plinianische, trachydazitische Jala-Ausbruch mit einem VEI von 6 aus dem Jahr AD 1005 (± 15 Jahre) war zweifellos der stärkste Ausbruch am Ceboruco. Er folgte unmittelbar dem Destiladero-Lavafluss und schleuderte in einer Eruptionssäule 10,7 Kubikkilometer Tephra (entsprechend 3 bis 4 Kubikkilometer DRE) in die Atmosphäre, aus der dann eine in Richtung Nordost verdriftete, mehr als 50 cm mächtige Auswurflage auf über 560 km² niederging. Pyroklastika verdrifteten als Glutwolken nach Südwesten und bildeten dort den „Marquesado-Pyroklastikstrom“.
Nach dem Jala-Ausbruch blieb der Vulkan weiterhin sehr aktiv und hinterließ noch vor Eintreffen der Spanier im Jahr 1521 sechs weitere Lavaströme: Copales, El Cajón, Coapan I, Coapan II, El Norte und Ceboruco. Auch bis zum nächstgrößeren Ausbruch im Jahr 1870 gingen die Tätigkeiten weiter, beschränkten sich aber vorwiegend auf den Caldera-Bereich. Der Ausbruch hielt sich bis 1875 und Fumarolen wurden noch bis ins 20. Jahrhundert beobachtet; selbst heute sind kleinere Fumarolen im Gipfelbereich zu sehen.

## Zusammensetzung
Aus dem Vulkan ausgetretene Laven sind kalkalkalisch und primär trachyandesitischer Zusammensetzung, wobei die andesitischen Laven im Laufe der Zeit einen immer deutlicheren trachydazitischen Charakter annehmen. Das Magma dürfte drei verschiedenen Quellregionen mit rhyodazitischer, dazitischer und mafischer Zusammensetzung entstammen. Das dazitische Quellmagma ist seinerseits wiederum eine Mischung aus einer rhyodazitischen und einer basaltischen Komponente.

### Mineralogie
Die Andesite der ersten Phase sind porphyrisch (mit 30 bis 45 Volumenprozent Phänokristallen) und von recht homogener Zusammensetzung. Als Phänokristalle führen sie Plagioklas und Hypersthen, gelegentlich auch Augit und Olivin. In der glasigen Grundmasse schwimmen Mikrolithen von Plagioklas, Hypersthen und Titanomagnetit.

### Hauptelemente
| Oxid Gew. % | Andesite- Initialphase | Jala-Eruption | Andesite Postcalderastadium | Eruption von 1870 |
| ----------- | ---------------------- | ------------- | --------------------------- | ----------------- |
| SiO2        | 58,50                  | 68,37         | 60,53                       | 67,85             |
| TiO2        | 0,97                   | 0,30          | 1,24                        | 0,63              |
| Al2O3       | 17,85                  | 15,40         | 16,69                       | 15,30             |
| FeOtot      | 5,55                   | 2,09          | 5,78                        | 3,50              |
| MnO         | 0,11                   | 0,10          | 0,13                        | 0,08              |
| MgO         | 2,75                   | 0,37          | 2,34                        | 0,69              |
| CaO         | 6,22                   | 1,51          | 5,24                        | 2,11              |
| Na2O        | 4,93                   | 5,30          | 4,63                        | 5,22              |
| K2O         | 1,80                   | 3,22          | 2,13                        | 3,53              |
| P2O5        | 0,22                   | 0,09          | 0,37                        | 0,13              |

Die explosive Jala-Eruption von AD 1005 und auch die Eruption von 1870 setzen sich in ihrem Chemismus deutlich von den generell effusiven Andesiten ab (wesentlich höherer SiO2-Gehalt, höheres Na + K, jedoch niedrigeres CaO, P2O5, TiO2, MgO und FeO).